# Hof (Salzburg)
Hof is een gemeente in de Oostenrijkse deelstaat Salzburger Land, gelegen in het district Salzburg-Umgebung. De gemeente heeft ongeveer 3400 inwoners.

## Geografie
Hof heeft een oppervlakte van 19,7 km². De gemeente ligt in het middennoorden van Oostenrijk, dicht bij de grens met de Duitse deelstaat Beieren.
Anif · Anthering · Bergheim · Berndorf bei Salzburg · Bürmoos · Dorfbeuern · Ebenau · Elixhausen · Elsbethen · Eugendorf · Faistenau · Fuschl am See · Großgmain · Göming · Grödig · Hallwang · Henndorf am Wallersee · Hintersee · Hof · Koppl · Köstendorf · Lamprechtshausen · Mattsee · Neumarkt am Wallersee · Nußdorf am Haunsberg · Oberndorf bei Salzburg · Obertrum · Plainfeld · Schleedorf · Seeham · Seekirchen am Wallersee · St. Georgen bei Salzburg · St. Gilgen · Straßwalchen · Strobl · Thalgau · Wals-Siezenheim
- Gemeinsame Normdatei: 4246579-5
- Virtual International Authority File: 246621509
- WorldCat: E39PBJymw4hGbR3RMK9d7jYpT3